# 神さまの話
『神さまの話』（かみさまのはなし、Geschichten vom lieben Gott）は、ライナー・マリア・リルケの物語集で「神さま」にまつわる13の物語を収める。
1900年にクリスマスに合わせ『神さまとその他のことについて』（Vom lieben Gott und Anderes）で刊行、1902年に改題し、その際冒頭に、エレン・ケイへの献辞が加えられている。
いずれも童話風の作品で、作者自身を思わせる同一の語り手が、いつか子供たちに話して聞かせるようにと言いつつ大人に語って聞かせるという形で書かれている。「神さま」と言っても必ずしも聖書などの典拠に依っている訳ではなく、自由な発想と解釈で綴られたものである。作者リルケは1899年から1900年にかけてロシアを旅行し、この地の素朴な信仰生活に深い感銘を受けており、本作もこの旅行での影響を受け書かれた。ロシアを舞台にした物語も含まれている。

## 主な日本語訳
- 神さまの話（谷友幸訳、新潮文庫、1953年、改版2007年ほか）
- 神さまの話（菊池栄一訳、角川文庫、1955年）
- 神さまの話（手塚富雄訳、「世界の文学 リルケ」中央公論社、1964年）
- 神さまの話（金子正昭訳、「リルケ全集 6巻」河出書房新社、1990年）